# Aylesbury Prune
Aylesbury Prune es una variedad cultivar de ciruelo (Prunus domestica), de las denominadas ciruelas europeas.
Una variedad de ciruela antigua "Damson Plum" (ciruela Damascena), emblemática en el condado de Buckinghamshire, Inglaterra (Reino Unido).
Las frutas tienen un tamaño pequeño a mediano, color de piel color azúl oscuro casi negro, cubierto de pruina de mediano espesor, punteado pequeño, y pulpa de color amarillo verdoso, muy jugosa, textura firme, y sabor dulce ligeramente ácido, lo que la hace perfecta para usos culinarios.

## Historia
'Aylesbury Prune' variedad de ciruela antigua "Damson Plum" (ciruela Damascena), emblemática en el condado de Buckinghamshire, Inglaterra (Reino Unido). Algunos autores argumentan que 'Aylesbury Prune' en realidad no es una ciruela damascena sino un híbrido natural entre una ciruela (Prunus domestica) y una ciruela damascena (Prunus insititia). Se cree que se originó a principios del siglo XIX en el Valle de Aylesbury y la zona circundante al oeste de las "colinas de Chiltern", que era una zona tradicional de cultivo de frutas. Desde el principio, se cultivó comercialmente, pero a pequeña escala. Era una fruta muy apreciada en los mercados de Londres, sin embargo hoy en día es difícil de encontrar.
'Aylesbury Prune' está cultivada en diversos bancos de germoplasma de cultivos vivos, tales como en National Fruit Collection (Colección Nacional de Fruta) de Reino Unido con el número de accesión: 1948-510 y Nombre Accesión : Aylesbury Prune.  El espécimen fue recibido en el «National Fruit Trials» (Probatorio Nacional de Frutas), para evaluar sus características en 1948.

## Características
'Aylesbury Prune' árbol con una corteza áspera y un tronco retorcido, y se pueden encontrar en huertos y setos vivos, moderadamente vigoroso, erguido. Autofértil. Flor blanca, que tiene un tiempo de floración que comienza a partir del 15 de abril con el 10% de floración, para el 20 de abril tiene una floración completa (80%), y para el 30 de abril tiene un 90% de caída de pétalos.
'Aylesbury Prune' tiene una talla de tamaño pequeño a mediano de forma ovaladas oblongas, cavidad poco profunda, estrecha, abrupta, sutura pronunciada, una línea distinta, presenta algunas manchas pequeñas irregulares de "ruginoso"/"russetting"; ápice redondeado o ligeramente puntiagudo, con peso promedio de 16.74 g; epidermis tiene una piel delgada, tierna, siendo el color azúl oscuro a negro, cubierto de pruina de mediano espesor, punteado pequeño; pedúnculo glabro, con una longitud promedio de 10.31 mm, pubescente, bien adherido al fruto con la cavidad del pedúnculo estrecha y apenas pronunciada; pulpa de color amarillo verdoso, muy jugosa, textura firme, y sabor dulce ligeramente ácido, lo que la hace perfecta para usos culinarios.
Hueso semi libre, irregular y ampliamente ovada, aplanada, áspera, ligeramente comprimida y con cuello en la base, roma o aguda en el ápice, sutura ventral estrecha, alada, fuertemente surcada, sutura dorsal aguda o levemente surcada.
Su tiempo de recogida de cosecha es conocida por su maduración tardía, se puede cosechar en octubre, cuando las variedades anteriores han terminado hace tiempo.

## Progenie
'Aylesbury Prune' ha originado como "Parental Padre" (donante de polen) la nueva variedad de ciruela 'Laxton's Cropper', resultado del cruce de 'Victoria' x 'Aylesbury Prune'. Criado en Bedford por "Laxton Bros. Ltd.", en 1906.

## Usos
Se usa comúnmente como postre fresco de mesa buena como postre de fines de verano.
Esta ciruela es bien conocida en Inglaterra, pues hace unos muy buenos guisos, embotellados, mermeladas, empanadas, y pasa.
También solía cultivarse para su uso en la fabricación de tintes para ropa.